# Sonata para violín

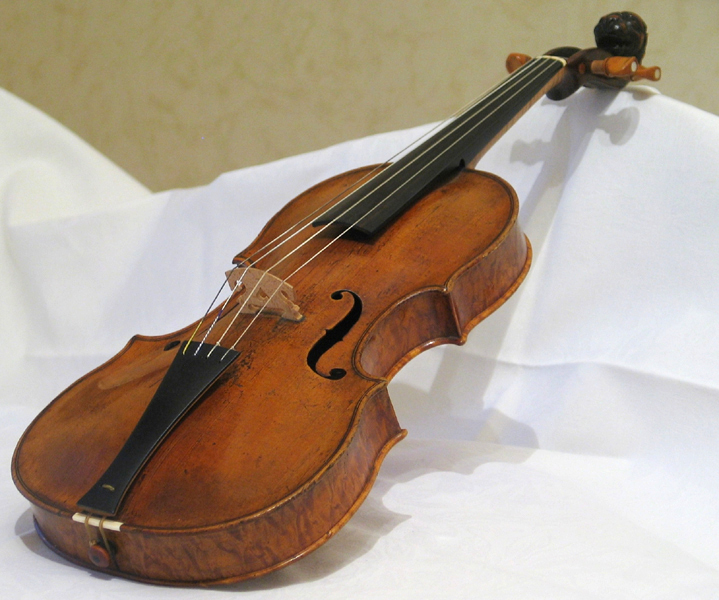

Una sonata para violín es una composición musical para violín acompañada por un instrumento de teclado, y en periodos anteriores por un bajo continuo. La sonata para violín se desarrolla a partir de una simple forma barroca sin formato fijo hasta la forma clásica, estandarizada y compleja. Desde el periodo barroco, pasando por el romántico y hasta llegar a la música contemporánea, los compositores han llevado cada vez más lejos tanto los límites de su forma estructural como las capacidades expresivas y técnicas del instrumento.

## Antecedentes
En las primeras sonatas para violín, el bajo continuo podía ser interpretado por un número variable de músicos, desde una viola da gamba, laúd, tiorba, cello, clavecín u órgano hasta un auténtico conjunto conformado por los anteriores, mientras el violín tocaba la línea melódica. La música, por ende, era contrapuntística, sin ningún formato fijo. Georg Philipp Telemann escribió muchas sonatas al igual que Johann Sebastian Bach. Bach también escribió sonatas con el clave obbligato, que liberó al instrumento de teclado de tocar solo un acompañamiento de línea de bajo y permitió mejorar la parte del solista. Él también escribió sonatas para violín solo sin ningún tipo de acompañamiento.

## Forma de sonata clásica

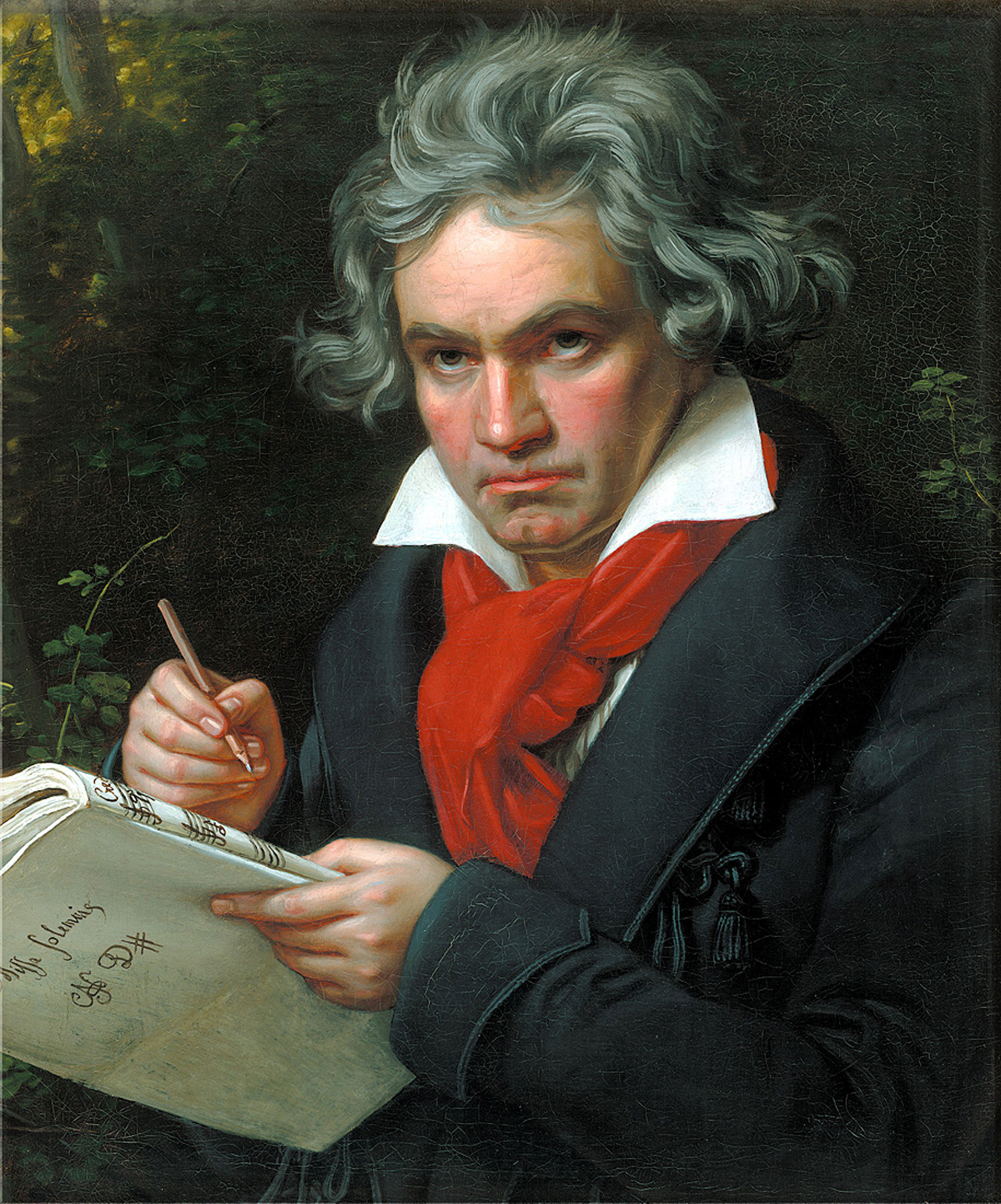
La sonata Kreutzer de Beethoven es una de las más populares del repertorio.

Mozart fue instrumental en el desarrollo de la sonata para violín clásica de las que se conocen al menos 36. Mozart escribió principalmente sonatas de dos movimientos, generalmente formadas por un movimiento rápido en forma sonata y un segundo movimiento más lento en varias formas. En sus últimas sonatas agregó un tercer movimiento rápido en varias formas. Varias de sus sonatas presentan un movimiento en forma de tema y variaciones.
Beethoven escribió diez sonatas para violín a lo largo de su carrera. Sus sonatas maduran tanto en estilo y complejidad culminando en el Kreutzer sonata, una obra de contrastes extremos. Una interpretación habitual dura cuarenta minutos y es muy exigente en ambos músicos.
Mendelssohn, Schumann, Brahms, Schubert, Weber, Liszt, Richard Strauss, Franck, Fauré, Debussy, Prokófiev, Ravel, y Shostakovich, entre otros compositores posteriormente contribuyeron al repertorio llevando el formato a sus límites, o creando reglas de composición propias.

## La sonata para violín moderna
Schnittke (con su técnica poliestilística), y Henze son compositores modernos de sonatas para violín que han traído una reforma radical de la forma sonata clásica así como las nuevas exigencias técnicas de los intérpretes.